# Madonna della Rosa
Madonna della Rosa – obraz Rafaela i jego uczniów, jedno z ostatnich przedstawień Madonny stworzonych przez Rafaela. Znajduje się w muzeum Prado w Madrycie. Obraz namalowano około 1517 roku lub w 1520.
Przechylona głowa i łagodna twarz stały się wzorem przedstawień Madonny, który zyskał dużą popularność w dobie renesansu. Z tyłu wyłania się z ciemnego tła postać Józefa. Znajdująca się na dole obrazu róża, z którą związany jest tytuł obrazu, została domalowana później. Świadczą o tym kopie obrazu pozbawione tego elementu. Początkowo sądzono, że domalował ją jeden z uczniów Rafaela, Giulio Romano lub Gianfrancesco Penni. W następnych latach uznano, że różę domalował sam Rafael.